# Ferran Gadea
Ferran Gadea (Burjassot, 1971) és un actor valencià, que ha guanyat força popularitat arran del seu paper a la sèrie de Televisió Valenciana "L'Alqueria Blanca". Gadea és president de l'Associació d'Actors i Actrius Professionals Valencians des del 2009.
Naix al si d'una família de forners a Burjassot (Horta Nord), inicia el 1996 els estudis d'art dramàtic a l'Escola Superior d'Art Dramàtic de València, llicenciant-se el 2000. Gadea ha desenvolupat la seua activitat actoral principalment al teatre, però també ha treballat al cinema i a la televisió, on ha guanyat gran popularitat entre el públic valencià sobretot després del seu paper a la sèrie "L'Alqueria Blanca" on interpreta el personatge de "Tonet".
Des de la presidència de l'Associació d'Actors i Actrius Professionals Valencians ha expressat l'esperit crític del sector davant les retallades pressupostàries de la Generalitat Valenciana cap al teatre valencià i Teatres de la Generalitat Valenciana.
Al cap d'any del 2014, per decisió de l'Ajuntament d'Ontinyent, donà les campanades de l'Any Nou.

## Treballs destacats

### Cinema
- El corto de mi vida (2010), curtmetratge.[6]
- Carne cruda (2011)[7]
- La chispa de la vida (2011), dirigida per Álex de la Iglesia.[8]
- Cruzando el sentido (2015)[9]
- Benidorm, mon amour (2016),[10]

### Teatre
- Apadrina un valencià, espectacle propi.[11]
- El sopar dels idiotes[10]

### Televisió
- L'Alqueria Blanca[10]
- Negocis de família[10]
- Maniàtics[10]
- Cuéntame cómo pasó[10]
- La que se avecina[10]